# Cryptocentrus cinctus
Cryptocentrus cinctus és una espècie de peix de la família dels gòbids i de l'ordre dels perciformes que es troba des del Japó fins a Singapur, el sud de la Gran Barrera de Corall i Palau.
Els mascles poden assolir els 10 cm de longitud total.